# Akiho Miyashiro
Pour les articles homonymes, voir Miyashiro (homonymie).
Akiho Miyashiro (都城 秋穂, Miyashiro Akiho), né le 30 octobre 1920 et mort le 24 juillet 2008, est un géologue japonais.

## Biographie
Akiho Miyashiro est né le 30 octobre 1920 à Kasaoka, dans la préfecture d'Okayama et fait ses études à l'Université de Tokyo. Il en sort diplômé en 1943 et en 1953, il obtient son doctorat en sciences.
Il se fait connaître pour ses contributions dans le domaine de la pétrologie métamorphique et ignée (en). Il contribue également à l'étude de la tectonique et des météorites. Dans les années 1960, il introduit le concept de ceintures métamorphiques appariées (en).
Il se rend aux États-Unis à la fin des années 1960. Il commence alors à travailler comme professeur de géologie dans deux universités américaines : l'Université d'État de New York et l'Université Columbia.
En 1973, Miyashiro conteste les conceptions acceptées à l'époque sur les ophiolites et propose une origine d'arc insulaire pour la célèbre ophiolite de Troodos (en) à Chypre. Cette affirmation est basée sur les nombreuses laves et dykes dans l'ophiolite qui ont des chimies calco-alcalines.
Ces travaux sont reconnus à plusieurs reprises. En 1977, il gagne la médaille Arthur Louis Day, récompense américaine dans le domaine de la géologie. En 2002, il reçoit un prix de l'Académie des sciences du Japon pour ses travaux sur le mouvement de la croûte terrestre en lien avec la tectonique des plaques,.

### Vie privée
Miyashiro est marié à la géologue Fumiko Shido (1931-2018),. Ils ont deux filles vivant au Japon.
Le soir du 22 juillet 2008, il visite un parc d'État à l'ouest d'Albany, dans l'état de New York, et y reste pour prendre des photos du coucher du soleil pendant que sa femme attend près du parking. La police découvre son corps au pied d'une falaise le 24,.

## Récompenses
- 1977 : Médaille Arthur Louis Day
- 2002 : Prix de l'Académie des sciences du Japon

## Œuvres
Liste non exhaustive
- (en) Evolution of Metamorphic Belts, 1961
- (en) Metamorphism and Metamorphic Belts, 1978
- (en) Metamorphic Petrology, 1994